# Governo belga em Sainte-Adresse

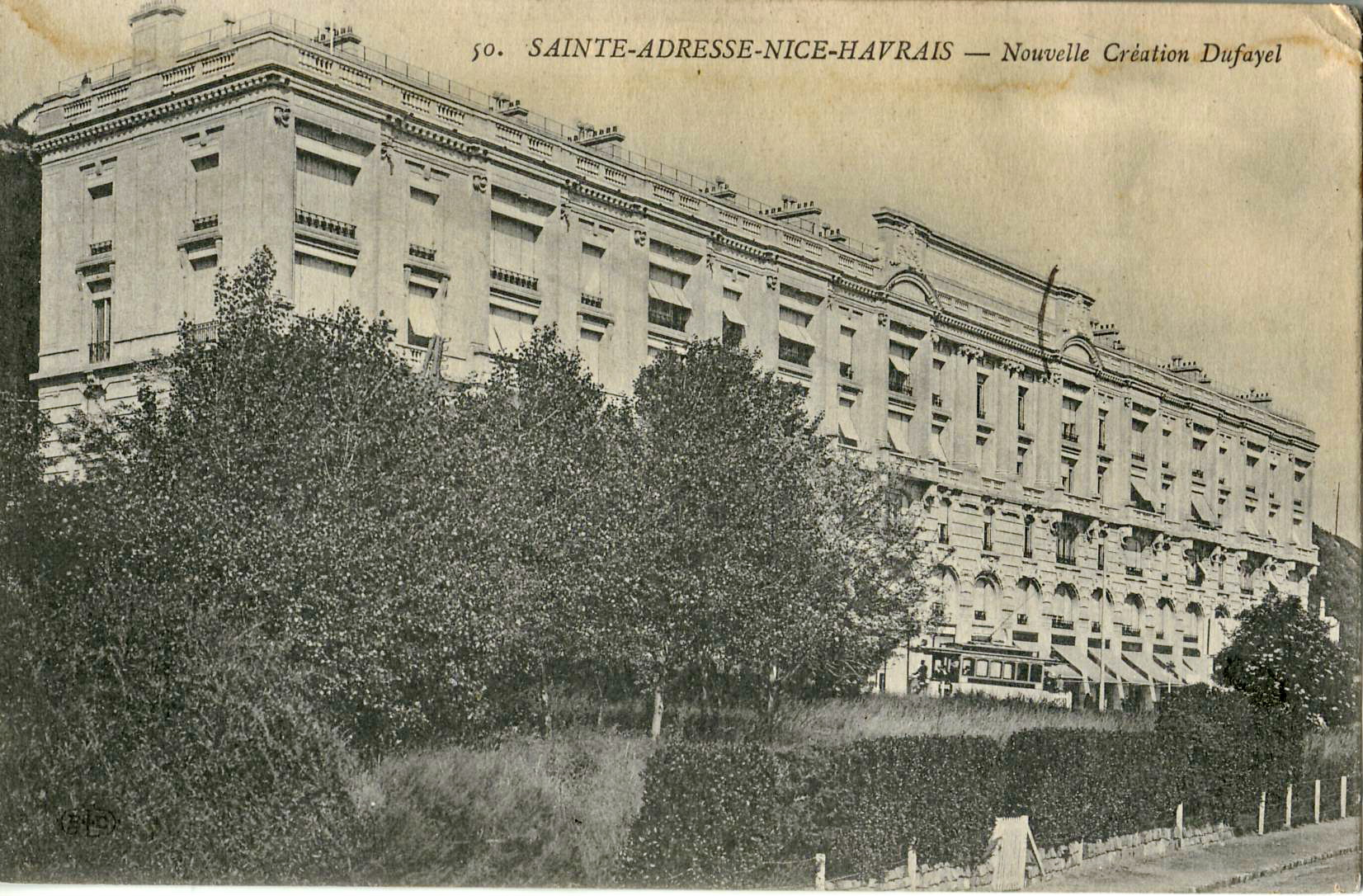
O Immeuble Dufayel em Sainte-Adresse, onde o governo se reuniu entre 1914 e 1918.

O governo de Broqueville em Sainte-Adresse refere-se a dois governos belgas sucessivos, liderados por Charles de Broqueville, que serviram como governos no exílio durante a ocupação alemã da Bélgica na Primeira Guerra Mundial. Eles ficaram sediados em Le Havre, no norte da França, após outubro de 1914. O primeiro governo, conhecido como Primeiro Governo de Broqueville, foi um governo católico que foi eleito em 1911 e continuou até 1916, quando se juntou a ele socialistas e liberais, expandindo-o para o Segundo governo de Broqueville, que durou até 1º de junho de 1918. Em novembro de 1914, a grande maioria do território belga (2.598 de 2.636 comunas) estava sob ocupação alemã. A única porção da Bélgica que permaneceu controlada pelo Reino da Bélgica no exílio foi a faixa de território atrás da Frente Yser. 

## Exílio em Le Havre

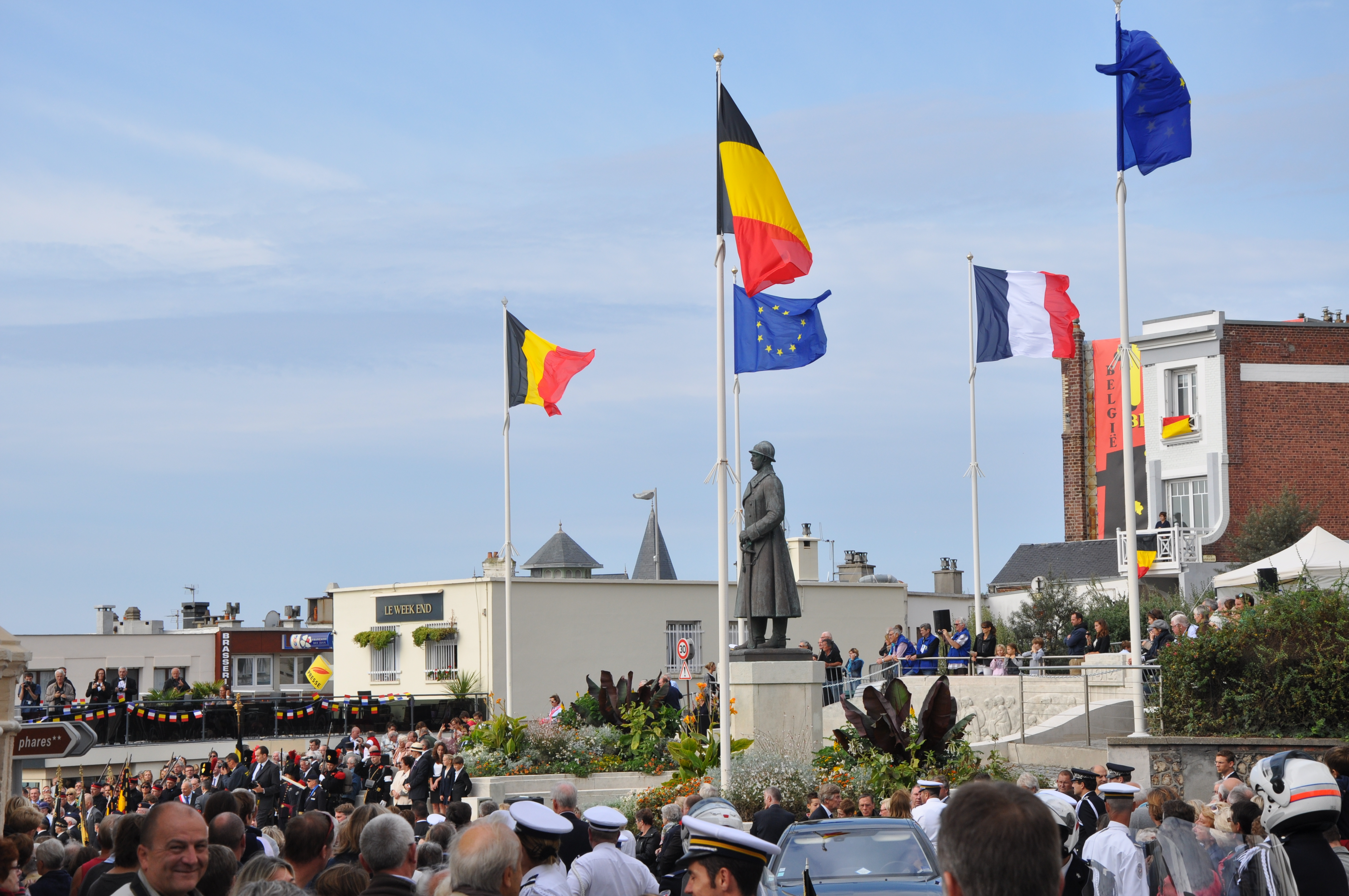
Outubro de 2014, centenário em Le Havre - Sainte-Adresse.

Em outubro de 1914, o governo mudou-se para a cidade costeira francesa de Le Havre. Foi estabelecido no grande Immeuble Dufayel ("Edifício Dufayel"), construído pelo empresário francês Georges Dufayel em 1911, situado no subúrbio de Sainte-Adresse. Toda a área de Sainte-Adresse, que ainda carrega as cores nacionais da Bélgica em seu escudo, foi arrendada à Bélgica pelo governo francês como um centro administrativo temporário enquanto o resto da Bélgica estava ocupado. A área tinha uma população considerável de emigrantes belgas e até usava selos postais belgas. 
O rei Alberto I considerou que era inapropriado que o rei deixasse seu próprio país e, por isso, não se juntou ao seu governo em Le Havre. Em vez disso, ele estabeleceu sua equipe na cidade flamenga de Veurne, logo atrás da Frente Yser, na última faixa de território belga desocupado. 

## Composição
O governo de Broqueville compreendia: 
- Barão Charles de Broqueville (Católico) como primeiro-ministro (conhecido como chefe de gabinete até novembro de 1918).
- Henry Carton de Wiart (Católico), Ministro da Justiça
- Julien Davignon (Católico), Ministro das Relações Exteriores até 18 de janeiro de 1916
- Paul Berryer (Católico), Ministro do Interior
- Prosper Poullet (Católico), Ministro das Artes e Ciências, bem como Ministro dos Assuntos Econômicos após 1º de janeiro de 1918
- Aloys Van de Vyvere (Católico), Ministro das Finanças
- Georges Helleputte (Católico), Ministro da Agricultura e Obras Públicas
- Armand Hubert (Católico), Ministro da Indústria e Trabalho
- Paul Segers (Católico), Ministro das Ferrovias, da Marinha e do PTT
- Armand De Ceuninck (Tecnocrata), Ministro da Guerra após 4 de agosto de 1917
- Jules Renkin (Católico), Ministro das Colônias
- Barão Eugène Beyens (Tecnocrata), membro do Conselho de Ministros após 30 de julho de 1916; Ministro das Relações Exteriores entre 18 de janeiro de 1916 e 4 de agosto de 1917
- Paul Hymans (Liberal), membro do Conselho de Ministros após 18 de janeiro de 1916; Ministro da Economia de 12 de novembro de 1917 a 1º de janeiro de 1918; Ministro das Relações Exteriores após 1º de janeiro de 1918.
- Conde Eugène Goblet d'Alviella (Liberal), membro do Conselho de Ministros após 18 de janeiro de 1916
- Emile Vandervelde (Socialista), membro do Conselho de Ministros após 18 de janeiro de 1916; Ministro do Abastecimento após 4 de agosto de 1917
- Emile Brunet (Socialista), membro do Conselho de Ministros após 1 de janeiro de 1918.

## Críticas
O poeta flamengo René de Clercq publicou um poema chamado Aan Die Van Havere ("Aos de Le Havre") em 1916, no qual acusava o governo (os "Senhores de Le Havre") de ter esquecido a difícil situação de Flandres. 